# Au Sable (rivière, État de New York)
Pour les articles homonymes, voir Sable (homonymie), Au Sable (homonymie) et Rivière Au Sable.
La rivière Au Sable ou rivière Ausable (Au Sable River ou Ausable River) est un cours d'eau de l'État de New York aux États-Unis, et un sous-affluent du fleuve Saint-Laurent, par la rivière Richelieu.

## Géographie

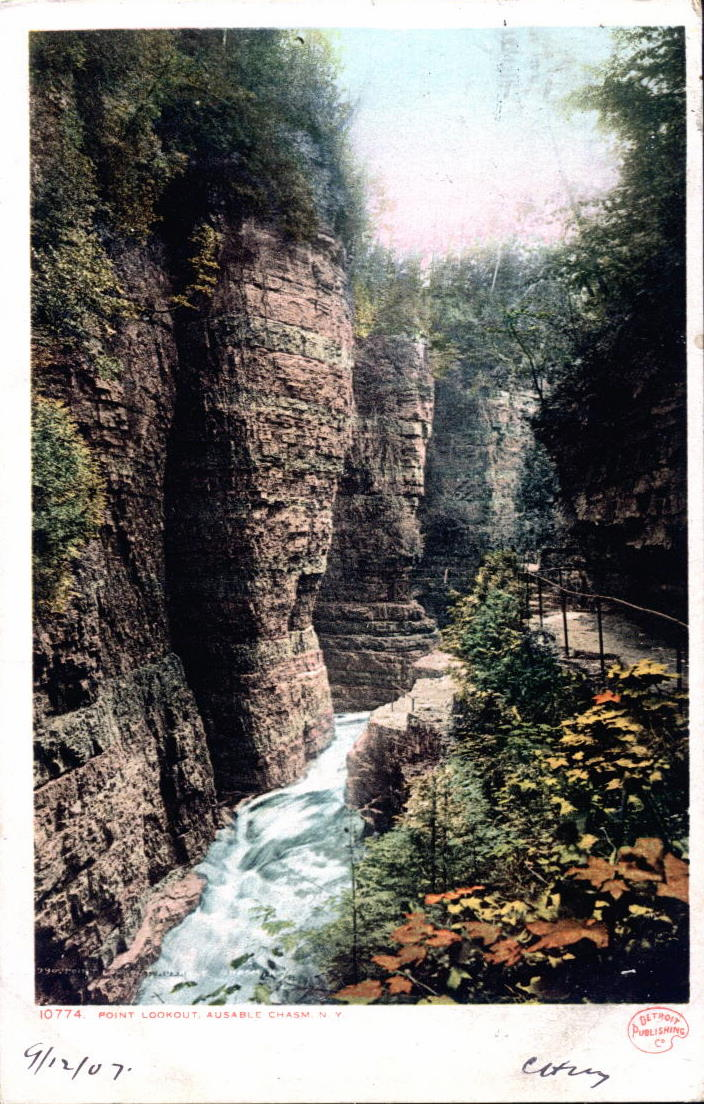
Gorge de la rivière Au Sable

Elle prend sa source dans les monts Adirondack par différents bras, notamment la branche Ouest (en passant par la ville de Lake Placid) et la branche Est qui se rejoignent Au Sable Forks. Chaque branche a environ 56 kilomètres de long et la branche principale 35 kilomètres, d'où une longueur du cours d'eau de 92 kilomètres environ,.
La rivière forme partiellement la limite entre le comté de Clinton et le comté d'Essex.
La rivière Au Sable franchit une étroite gorge de grès, connue sous le nom de Ausable Chasm (gouffre Ausable).
Au débouché de cette gorge, la rivière se jette dans le lac Champlain.
La rivière doit son nom aux trappeurs et coureurs des bois français et Canadiens français qui arpentèrent cette vallée à l'époque de la Nouvelle-France.

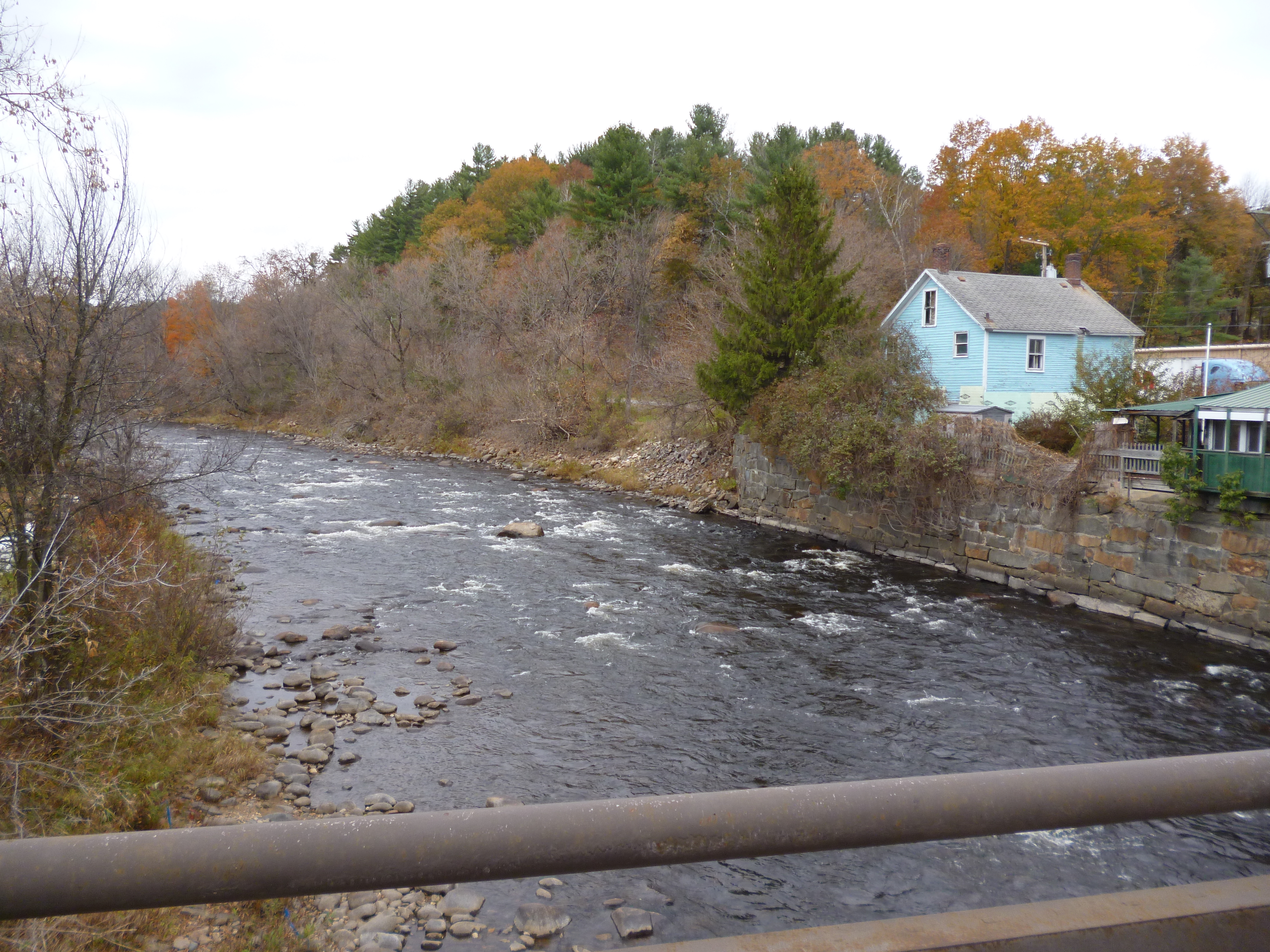
La rivière Au Sable, au niveau de la ville de Jay.